# Cascade du Pissou
 (février 2017).
La cascade du Pissou est une cascade située sur le massif de Belledonne, dans le département de l'Isère. Elle fait partie de la commune de La Ferrière. Le cours d'eau associé est le Bréda qui afflue dans l'Isère au niveau de la commune de Pontcharra.

## Toponymie
La cascade du Pissou tient son nom de la forme atypique de sa roche. En effet, on constate en regardant attentivement que son écoulement est semblable à un petit enfant en train d'uriner[réf. nécessaire]. Le peintre Juan Romano Chucalesco prit comme modèle cette cascade pour son tableau "Excrétion d'homme".

## Géographie
La cascade du Pissou se situe à environ 60 kilomètres de Grenoble. La cascade se situe à 1 200 mètres d'altitude, le départ est à 1 074 mètres. 

## Histoire
Par ailleurs, il est dit que le chevalier Bayard s'y est ressourcé avant la bataille de Fornoue en 1495. 

## Accès
La cascade est facile d'accès ; la randonnée pour rejoindre le site débute dans le hameau La Martinette et dure 45 minutes. Le chemin est balisé et ne présente pas de difficultés particulières. 